# Anatoli Iwanowitsch Lepjoschkin
Anatoli Iwanowitsch Lepjoschkin (russisch Анатолий Иванович Лепёшкин, wiss. Transliteration Anatolij Ivanovič Lepëškin; * 21. Dezember 1938 in Nowossysojewka; † 16. Juli 2016 in Nowosibirsk) war ein sowjetischer Eisschnellläufer.
Lepjoschkin, der für den Lokomotive Nowosibirsk startete, nahm von 1959 bis 1973 meist an nationalen Rennen teil und trat international erstmals bei den Olympischen Winterspielen 1968 in Grenoble in Erscheinung, wobei er den 11. Platz über 500 m errang. Bei seiner einzigen Teilnahme an einer Mehrkampfweltmeisterschaft im folgenden Jahr in Deventer lief er auf den 28. Platz im Großen Vierkampf. Seine beste Platzierung bei sowjetischen Meisterschaften erreichte er im Jahr 1965 mit dem zweiten Platz über 500 m.

## Persönliche Bestzeiten
| Disziplin | Zeit         | Datum            | Ort      |
| --------- | ------------ | ---------------- | -------- |
| 500 m     | 39,70 s      | 16. Januar 1968  | Almaty   |
| 1000 m    | 1:21,32 min  | 9. Januar 1970   | Almaty   |
| 1500 m    | 2:12,00 min  | 17. Januar 1968  | Almaty   |
| 3000 m    | 4:52,20 min  | 19. Februar 1967 | Grenoble |
| 5000 m    | 8:21,10 min  | 30. April 1966   |          |
| 10000 m   | 17:48,80 min | 30. April 1972   |          |